# Pollham
Pollham è un comune austriaco di 974 abitanti nel distretto di Grieskirchen, in Alta Austria.